# Расширенная сеть переходов
Расширенная сеть переходов (РСП; усиленная сеть переходов или УП-сеть) (англ. Augmented transition network, сокращённо — ATN) — технология грамматической и семантической обработки текстов, предложенная американским лингвистом Вудсом в 1970 (перевод статьи на русский опубликован в 1976 году). 
Расширенная сеть переходов представляет собой автомат, меняющий состояния при переходе от слова к слову в разбираемом предложении или тексте. Термин расширенная применительно к сетям переходов означает, что узлы сети наделены дополнительными условиями проверки, в которых могут содержаться различные согласовательные конструкции, а также команды, строящие выделенные из текста синтактико-смысловые конструкции.
В силу фиксированности порядка слов в английском языке, РСП хорошо подходят для грамматико-семантического разбора текстов на английском языке (для чего и были разработаны изначально). Считается, что в силу произвольного порядка слов в русском языке, использование Расширенных сетей переходов для обработки русскоязычных текстов малоэффективно. Тем не менее существует несколько работ, посвященных использованию РСП для анализа текстов на русском языке. Так в работе при разборе предложений каждое слово анализируется с использованием морфологического парсера. Ребра графа, которым является РСП, размечены наборами морфологических признаков, подходящих для перехода по дуге, а узлы графа содержат команды для выделения найденных синтактико-семантических отношений. А в работе представлен метод порождения правил синтаксической сегментации применительно к набору Расширенных сетей переходов для разбора как англо- так и русскоязычных текстов.